# Martin Brodeur
Martin Pierre Brodeur (Montreal, 6 de maio de 1972) é um jogador de hóquei no gelo canadense aposentado. Atuando como goleiro, passou 23 anos na National Hockey League, os primeiros 22 pelo New Jersey Devils,  onde Brodeur estreou em temporada 1991-92 e ganhou três vezes a Copa Stanley, e o último no St. Louis Blues, onde Brodeur jogou metade da  temporada 2014-15 antes de se aposentar, assumindo um posto entre os executivos do Blues. Brodeur ganhou duas medalhas de ouro olímpicas com a seleção do Canadá nos Jogos Olímpicos de Inverno de 2002 e 2010, assim como várias outras medalhas, também com a equipe canadense, em outras competições internacionais.
Brodeur é o maior recordista da NHL em vitórias na temporada regular, e em número de jogos, além de deter várias outras marcas pela liga e por seu time. Brodeur ganhou pelo menos 35 jogos em todas as temporadas entre 1996-97 e 2007-08, e é o único goleiro na história da NHL com oito temporadas de 40 vitórias. Ele  ganhou dez vezes o NHL All-Star Game, conquistou quatro vezes o Troféu Vezina, cinco o Troféu William M. Jennings, além do Troféu Memorial Calder em uma ocasião. Brodeur é ainda um dos dois únicos goleiros da NHL a marcar gols em ambas as temporadas, a regular e a de playoffs.
Brodeur usa um estilo misto para defender os chutes dos adversários, valendo-se tanto do modo stand-up, ou seja, de pé, bem como do estilo borboleta, com os joelhos flexionados. Ele é conhecido pela sua forma de agarrar o disco, sua visão de jogo, e seus reflexos, especialmente com uso das luvas. A boa técnica de Brodeur na condução do disco fez com que a NHL alterasse suas regras a respeito de quando os goleiros são autorizados a lidar com o disco fora do gol.

## Juventude
Martin Pierre Brodeur nasceu em Montreal no dia 6 de maio de 1972. Ele seguiu o carreira de seu pai, Denis, que era considerado um goleiro de hóquei excepcional. Denis disputou as Olimpíadas de 1956 pela seleção do Canadá e ganhou uma medalha de bronze. Com o fim da carreira como goleiro, Denis tornou-se fotógrafo do Canadiens de Montréal. Por mais de 20 anos, ele frequentou todos os jogos e treinos do Montreal e Martin acompanhava seu pai. O futuro jogador idolatrava o goleiro Patrick Roy.
Apesar de ser fã de goleiro, Martin não começou a jogar nessa posição, mas sim como atacante. Sua carreira como goleiro começou quando seu treinador perguntou se ele queria jogar como substituto à posição em um torneio juvenil.